# Batalla de Sarantaporo
La batalla de Sarantaporo, población que también se denomina Sarantaporon o Sarandaporon (en griego: Μάχη του Σαρανταπόρου; en turco: Sarantaporo Muharebesi) se disputó entre el 9 y el 10 de octubre de 1912. Fue la primera lid importante que disputaron las divisiones griegas del príncipe heredero Constantino y las fuerzas otomanas del general Hasan Tahsin Bajá durante la primera guerra balcánica. La batalla empezó con la acometida griega a la línea defensiva otomana en el desfiladero Sarantaporo, que comunicaba Tesalia con la Macedonia central.
Pese a que los defensores la tenían por inexpugnable, el grueso de las tropas enemigas consiguió internarse profundamente en la garganta, mientras las unidades auxiliares se habrían paso en los flancos otomanos. Los otomanos abandonaron sus posiciones durante la noche para evitar ser cercados. La victoria griega en Sarantaporo permitió luego la conquista de Servia y Kozani.

## Antecedentes
Tras la conclusión de la guerra griega de Independencia, la Megali Idea (la «Gran Idea») dominó la política exterior griega. La meta de la Megali Idea era la incorporación en el nuevo Estado de todas las zonas tradicionalmente pobladas por griegos. El descalabro griego en la corta guerra greco-turca de 1897 evidenció los graves problemas organizativos, de adiestramiento y logística del Ejército griego. Georgios Theotokis fue nombrado primer ministro en diciembre de 1905 y fue el primero tras la guerra en dedicarse a fortalecer el ejército. Creó el fondo de defensa nacional para sufragar la compra de abundante munición. También reorganizó la estructura de la Armada y del Ejército de Tierra; este último obtuvo numerosas nuevas baterías. La dimisión de Theotokis en enero de 1909 y la impresión de que su sucesor en el cargo soslayó las necesidades de las fuerzas armadas desencadenaron el golpe de Estado de Goudi siete meses más tarde. Los golpistas no tomaron directamente el poder, sino que se lo entregaron al político cretense Eleftherios Venizelos, que asumió la Presidencia del Gobierno. Venizelos continuó la labor de rearme y adiestramiento del ejército que había comenzado Theotokis, emprendió numerosas obras públicas para mejorar las infraestructuras y las fortificaciones, adquirió armas nuevas, y llamó nuevamente a filas a los reservistas para mejorar su instrucción.
Los planes de preparativos bélicos culminaron en la petición en 1911 de una misión naval británica y otra militar francesa. La misión británica la encabezó el contralmirante Lionel Grant Tufnell, que hizo hincapié en las prácticas artilleras y en las maniobras navales, mientras que sus ayudantes se concentraban en implantar un nuevo detonador para los torpedos modelo Whitehead. Por su parte, la misión del general de brigada Joseph Paul Eydoux se centró en mejorar la disciplina y adiestrar a los oficiales en las operaciones en las que participaban grandes unidades. La Academia Militar helénica fue reformada y tomó por modelo la Escuela Especial Militar de Saint-Cyr: pasó de enfocarse en la enseñanza de la artillería y la ingeniería a centrarse en la instrucción de la infantería y la caballería.
Venizelos ordenó al embajador en Sofía que preparase una liga defensiva greco-búlgara antes del 14 de abril de 1912 tras tener noticia de la alianza que habían rubricado Serbia y Bulgaria. Venizelos temía que, si Grecia no participaba en la guerra futura contra el Imperio otomano, no podría apodarse de las tierras de mayoría griega en Macedonia. Bulgaria y Grecia firmaron efectivamente un tratado el 15 de julio de 1912 en el que se comprometieron a auxiliarse mutuamente en caso de que cualquiera de las dos fuese atacada y a garantizar la salvaguarda de los derechos de la población cristiana en Macedonia (por entonces aún parte del Imperio otomano); el pacto suponía el ingreso de Grecia en la laxa Liga Balcánica en la que también participaron Serbia, Montenegro y Bulgaria. Los otomanos temían una eventual contienda en los Balcanes, por lo que decretaron la movilización militar el 14 de septiembre y empezaron a enviar unidades a Tracia; la Liga Balcánica reaccionó aprestando también sus ejércitos. El 30 de septiembre, presentó al Gobierno otomano una lista de exigencias relativas a los derechos de la población cristiana del imperio. La Sublime Puerta la rechazó, llamó a consultas a sus embajadores en Sofía, Belgrado y Atenas y expulsó a los representantes de la Liga el 4 de octubre. Esta declaró la guerra al imperio, si bien Montenegro ya lo había atacado el 25 de septiembre.

## Preludio
Grecia envió sendos ejércitos a las fronteras con Tesalia y Epiro, que recibieron el nombre de estas regiones. El de Tesalia contaba con cien mil soldados encuadrados en siete divisiones (la 1.ª, 2.ª, 3.ª, 4.ª, 5.ª, 6.ª y 7.ª de Infantería), una brigada de caballería y cuatro batallones independientes de Evzones. Lo mandaba el propio príncipe heredero Constantino. Frente a él se encontraba el Tesalia el VIII Cuerpo de Ejército otomano del general Hasan Tahsin Bajá con tres divisiones: la 22.ª División de regulares (nizamiye) y otras dos de reserva (redif), la Nasliç y la Aydın; sumadas las guarniciones de la Macedonia occidental, Tahsin contaba en total con entre treinta y cinco y cuarenta mil soldados.
El Ejército de Tesalia cruzó la frontera e invadió el territorio imperial la madrugada del 5 octubre; la mayoría de los puestos fronterizos habían sido evacuados, pero las guarniciones del desfiladero de Melouna, Profitis Ilias y Tsouka resistieron varias horas la acometida griega antes de replegarse. Los primeros combates de importancia se libraron al día siguiente cuando las divisiones griegas 1.ª y 2.ª arremetieron contra las defensas enemigas erigidas apresuradamente al norte de Elassona. Tres batallones de infantería, dos baterías de artillería y medio escuadrón de caballería defendían el pueblo. La batalla por la población duró tres horas y concluyó con la evacuación otomana para evitar el cerco; el choque dio tiempo a las fuerzas que se aprestaban a defender la principal línea en Sarantaporo a reforzar sus posiciones. Los griegos prosiguieron el avance y recorrieron veinte kilómetros por la meseta de Elassona sin encontrar resistencia. Se reagruparon frente a Sarantaporo entre el 7 y el 8 octubre y enviaron destacamentos de caballería a explorar las posiciones enemigas, que descubrieron el Estado Mayor del VIII Cuerpo en Hania Viglas y el de una división de reserva en Glikovo.
El de Sarantaporo es un estrecho desfiladero de montaña entre los montes Vigla y Amorves, el único que comunica Tesalia con la Macedonia central, y tiene unos siete u ocho kilómetros de longitud. Los otomanos lo habían fortificado en previsión de que estallase una guerra con Grecia tras la cesión de Tesalia a esta en virtud de la Convención de Constantinopla de 1881. Habían organizado las defensas siguiendo los consejos de asesores militares alemanes: habían dispuesto las baterías de artillería y la infantería en trincheras camufladas en las empinadas laderas de la garganta, desde las que cubrían toda la quebrada. Se creía que la posición era casi impenetrable y el mariscal de campo prusiano Colmar von der Goltz predijo que sería el «cementerio del Ejército griego».

## Batalla
La infantería griega emprendió el asalto a Sarantaporo a las 7 a. m. del 9 de octubre. Las divisiones 1.ª, 2.ª y 3.ª acometieron la línea principal frontalmente, pero el fuego enemigo y lo fragoso del terreno ralentizaron el avance. Mientras, la 4.ª División llevó a cabo una maniobra en el flanco occidental con la intención de apoderarse del desfiladero de Porta, con el objetivo de atacar la retaguardia enemiga. Por su parte, la 5.ª División avanzaba aún más al oeste hacia el pueblo de Zampourda, situado allende el Haliacmón, con la misión de proteger el flanco izquierdo de las fuerzas griegas que emergiesen de la angostura de Sarantaporo. La brigada de caballería marchaba en el extremo occidental siguiendo la carretera hacia Servia, con la intención de bloquear el puente que cruzaba el Haliacmon. Al este del desfiladero el destacamento de evzones Konstantinopoulos venció la enconada resistencia que opuso el enemigo en Vlacholeivado y ocupó el pueblo, pero no pudo seguir avanzando por la espesa niebla. El grueso de la artillería griega entró en combate en torno a las dos de la tarde. Las tres divisiones llegaron hasta unos quinientos o setecientos metros de las trincheras otomanas a costa de copiosas pérdidas y se aprestaron a emprender el asalto final a la mañana siguiente.
La 4.ª División se abrió paso a través de los pueblos de Metaxas y Rachovo. Se apoderó de la garganta de Porta en torno a las cinco de la tarde, tras un reñido combate. La 5.ª División y el destacamento de evzones Gennadis combatieron hasta el anochecer con los batallones de reserva otomanos que defendían Lazarades. Esta oposición impelió al jefe de la brigada de caballería a ordenar que su unidad acampase en Loudani y abandonase los intentos de avanzar más ese día. Los otomanos temían quedar embolsados por el destacamento de evzones Konstantinopoulos y empezaron a retirarse a una segunda línea defensiva en Hani 739, hacia las siete de la tarde, cuando ya había anochecido. Antes de retroceder bombardearon durante veinte minutos las posiciones enemigas. Los griegos no observaron la retirada otomana y no pudieron, por tanto, impedir que el enemigo emplease el puente del Haliacmón. Al alcanzar la segunda línea defensiva, los otomanos se enteraron de que la 4.ª División griega había ocupado ya la garganta de Porta; la noticia desató el pánico y muchos soldados desertaron, abandonando el equipo. La 4.ª División cargó ladera abajo del monte Rahovo la mañana del 10 de octubre, sorprendiendo a la infantería y a los artilleros enemigos, que abandonaron más de veinte cañones Krupp y emprendieron la retirada en desorden. La tímida actuación de la caballería griega permitió nuevamente que los otomanos pudiesen retirarse sin percances, esta vez a Servia y Kozani.

## Consecuencias
La 4.ª División entró en Servia a las 4 p. m. del 10 de octubre; encontró entre setenta y cinco y noventa cabezas de los habitantes cristianos alineadas a ambos lados de las calles de la localidad. Las autoridades imperiales habían detenido a los notables de Servia y de los pueblos circundantes con la intención de asesinarlos, plan que desbarató el oficial Omer Bey. Sin embargo, la población musulmana finalmente llevó a cabo la matanza cuando tuvo noticia de la inminente derrota en Sarantaporo; ciento diecisiete cristianos fueron asesinados. El Ejército de Tesalia al completo alcanzó las orillas del Haliacmón el 11 de octubre, al tiempo que la caballería griega entraba en Kozani sin encontrar oposición; este avance franqueó el camino a la urbe de Salónica y permitió a las fuerzas griegas colaborar con las serbias en Monastir. El Estado Mayor del Ejército de Tesalia se instaló en Kozani el 13 de octubre; al día siguiente, el rey Jorge I llegó en la ciudad y ordenó el avance hacia Salónica y Veria. Las bajas griegas en la batalla de Sarantaporo fueron 182 muertos y más de 1000 heridos, mientras que los otomanos perdieron aproximadamente 500 muertos, mil heridos y entre 22 y 25 cañones de campaña, entre otro importante armamento.
Los otomanos, inferiores en número, habían sufrido una serie de graves derrotas a manos del enemigo en todos los frentes hasta mayo de 1913. La Liga había ocupado casi todo el territorio imperial europeo y sus ejércitos se acercaban velozmente a Constantinopla. Los dos bandos firmaron el 30 de mayo el Tratado de Londres que cedió a los miembros de la Liga las tierras otomanas al oeste de la línea que une Eno, en el mar Egeo, y Midia, en el mar Negro, así como Creta. El destino de Albania y de las islas del Egeo todavía en poder de los otomanos debían determinarlo las grandes potencias.